# Pasqualino De Santis
Pasqualino De Santis (ur. 24 kwietnia 1927 w Fondi, zm. 23 czerwca 1996 we Lwowie) – włoski operator filmowy. Laureat Oscara, Nagrody BAFTA i dwukrotnie Davida di Donatello.

## Wybrana filmografia
- Romeo i Julia (1968), reż. Franco Zeffirelli
- Kochankowie (1968), reż. Vittorio De Sica
- Zmierzch bogów (1969), reż. Luchino Visconti
- Śmierć w Wenecji (1971), reż. Luchino Visconti
- Sprawa Mattei (1972), reż. Francesco Rosi
- Portret rodzinny we wnętrzu (1974), reż. Luchino Visconti
- Szacowni nieboszczycy (1976), reż. Francesco Rosi
- Niewinne (1976), reż. Luchino Visconti
- Chrystus zatrzymał się w Eboli (1979), reż. Francesco Rosi
- Trzej bracia (1981), reż, Francesco Rosi
- Carmen (1984), reż. Francesco Rosi
- Kronika zapowiedzianej śmierci (1987), reż. Francesco Rosi
- Senator (1990), reż. Francesco Rosi

## Nagrody i nominacje
- 1969 – Oscar w kategorii: najlepsze zdjęcia za Romeo i Julia
- 1972 – Nagroda BAFTA w kategorii: najlepsze zdjęcia za Śmierć w Wenecji
- 1981 – David di Donatello w kategorii: najlepsze zdjęcia za Trzej bracia
- 1985 – David di Donatello w kategorii: najlepsze zdjęcia za Carmen
- 1985 - nominacja do Cezara w kategorii: najlepsze zdjęcia za Carmen
- 1986 - nominacja do Cezara w kategorii: najlepsze zdjęcia za Harem
- 1990 – nominacja do Davida di Donatello w kategorii: najlepsze zdjęcia za Senator